# Валя-луй-Міхай
Валя-луй-Міхай (рум. Valea lui Mihai) — місто у повіті Біхор в Румунії.
Місто розташоване на відстані 459 км на північний захід від Бухареста, 52 км на північ від Ораді, 138 км на північний захід від Клуж-Напоки.

## Населення
За даними перепису населення 2002 року у місті проживали 10 324 особи.
Національний склад населення міста:
| Національність | Кількість осіб | Відсоток |
| -------------- | -------------- | -------- |
| угорці         | 8757           | 84,8%    |
| румуни         | 1442           | 14,0%    |
| цигани         | 95             | 0,9%     |
| німці          | 10             | 0,1%     |
| словаки        | 5              | < 0,1%   |
| українці       | 4              | < 0,1%   |
| євреї          | 4              | < 0,1%   |
| італійці       | 3              | < 0,1%   |
| греки          | 1              | < 0,1%   |

Рідною мовою назвали:
| Мова       | Кількість осіб | Відсоток |
| ---------- | -------------- | -------- |
| угорська   | 8940           | 86,6%    |
| румунська  | 1363           | 13,2%    |
| німецька   | 6              | 0,1%     |
| словацька  | 4              | < 0,1%   |
| українська | 3              | < 0,1%   |
| італійська | 3              | < 0,1%   |
| циганська  | 2              | < 0,1%   |
| грецька    | 1              | < 0,1%   |

Склад населення міста за віросповіданням:
| Релігія                                       | Кількість осіб | Відсоток |
| --------------------------------------------- | -------------- | -------- |
| реформати                                     | 5450           | 52,8%    |
| римо-католики                                 | 3102           | 30,0%    |
| православні                                   | 1159           | 11,2%    |
| греко-католики                                | 255            | 2,5%     |
| п'ятдесятники                                 | 136            | 1,3%     |
| баптисти                                      | 116            | 1,1%     |
| не релігійні                                  | 30             | 0,3%     |
| юдеї                                          | 9              | 0,1%     |
| бретрени                                      | 7              | 0,1%     |
| лютерани (Аугсбурзького сповідання)           | 6              | 0,1%     |
| адвентисти                                    | 4              | < 0,1%   |
| старообрядці                                  | 4              | < 0,1%   |
| унітарії                                      | 2              | < 0,1%   |
| лютерани (Синодально-пресвітеріанська церква) | 2              | < 0,1%   |
| атеїсти                                       | 1              | < 0,1%   |
| не вказали релігію                            | 1              | < 0,1%   |

## Зовнішні посилання
- Дані про місто Валя-луй-Міхай на сайті Ghidul Primăriilor [Архівовано 2 лютого 2009 у Wayback Machine.]